# Adrenalin No.5
『Adrenalin No.5』（アドレナリン・ナンバー5）は、CASCADEのオリジナルアルバム。2000年6月14日にポリドールより発売された。

## 解説
ポリドール時代唯一のオリジナルアルバム。キャッチコピーは、「危険な香り、アドレナリンNO.5。完全勝利の5thアルバム!」である。
シングル曲である「Dance Capriccio」は、プロデューサーの意向により未収録となった。

## 収録曲
1. 劣等歌
作詞・作曲：MASASHI、編曲：CASCADE・白井良明
  - ベストアルバム「VIVA NICE BEST」にも収録された。
2. カガミ
作詞：TAMA、作曲：MASASHI、編曲：CASCADE・白井良明
3. 男はキザがいい 女はウブでいい
作詞・作曲：MASASHI、編曲：CASCADE・白井良明
4. 君だけに愛を
作詞：橋本淳、作曲：すぎやまこういち、編曲：CASCADE・白井良明
  - ザ・タイガースのカバー。
5. TOKYOダーリン
作詞：TAMA、作曲：MASASHI、編曲：CASCADE・白井良明
  - 12thシングル。歌詞カードには表記されてないがアルバムVersionである
6. born to BE hungry
作詞：TAMA、作曲：MASASHI、編曲：CASCADE・白井良明
7. insert freestyle
作詞・作曲：HIROSHI、編曲：CASCADE・白井良明
8. 恋愛前線完全勝利
作詞・作曲：MASASHI、編曲：CASCADE・白井良明
  - ベストアルバム「VIVA NICE BEST」にも収録された。
9. カンニングmonkey
作詞：TAMA、作曲：MASASHI、編曲：CASCADE・白井良明
10. 短命ライカー28
作詞：TAMA、作曲：MASASHI、編曲：CASCADE・白井良明
11. コングラッチェ
作詞：CASCADE、作曲：MASASHI、編曲：CASCADE
  - 11thシングル。